# Камілла Бель
Камілла Бель (англ. Camilla Belle, 2 жовтня 1986 ріку, Лос-Анджелес, Каліфорнія) — американська кіноактриса з бразильським корінням. Батько акторки — американець Джек Рут, власник будівельної компанії, а мати, бразилійка Христина Рут, до шлюбу була дизайнером модної лінії у себе на батьківщині.

## Початок кар'єри
Каміллі було всього 9 років, коли вона почала зніматися. Спочатку були рекламні ролики для телебачення і фотозйомки для друкованої реклами, а незабаром маленька актриса з'явилася в декількох фільмах. Першими роботами Камілли в кіно були крихітні ролі в телевізійних проектах «Шукачі пригоди: у пастці в центрі Землі» (англ. Trouble Shooters: Trapped Beneath the Earth, 1993), «Порожня колиска» (англ. Empty Cradle, 1993) і «Енні: королівська пригода» (англ. Annie: A Royal Adventure!, 1995). Трохи пізніше Белль з'явилася і в декількох великомасштабних картинах: «Маленька принцеса» (англ. A Little Princess, 1995) Альфонсо Куарона, «Парку Юрського періоду — 2: Загублений світ» (англ. The Lost World: Jurassic Park, 1997), бойовику «Патріот» (англ. The Patriot, 1998) зі Стівеном Сігалом та Гейлард Сартейн. Протягом 90-х Камілла активно працювала на телебаченні: знімалася в серіалах, брала участь у різноманітних шоу. Першою помітною роботою юної актриси стала романтична містична комедія «Практична магія» (англ. Practical Magic, 1998). Камілла зіграла маленьку Саллі, героїню Сандри Буллок у дитинстві.

## Розквіт кар'єри
На початку двохтисячних Камілла Бель зробила перерву в кар'єрі, а в 2005 році повернулася до роботи і знялася відразу в трьох картинах. Вона отримала головну роль у драмі Ребекки Міллер «Балади про Джека і Роуз» (англ. The Ballad of Jack and Rose, 2005), а її партнером по знімальному майданчику став відомий актор Деніел Дей-Льюїс. Інші ролі в цій картині виконали Кетрін Кінер, Райан МакДональд, Пол Дано і Джейсон Лі. Після виходу на екрани «Балади про Джека і Роуз» критики заговорили про талант юної актриси. У тому ж році Камілла знялася у двох незалежних постановках. Першою стала молодіжна комедія «Чамскраббер» (англ. The Chumscrubber, 2005), де компанію Белль склали Джеймі Белл, Джастін Четвін і Гленн Клоуз. Другий — трилер Джемі Беббіта «Тиша» (англ. The Quiet, 2005). Робота Камілли в цих картинах також була прихильно прийнята пресою і глядачами. У 2006 році на екрани вийшов фільм жахів «Коли дзвонить незнайомець» (англ. When a Stranger Calls, 2006), ремейк однойменного класичного трилера 1979 року. Камілла виконала головну роль у цій картині, а режисером стрічки став Саймон Уест. Фільм мав великий успіх. Однією з найвідоміших робіт у кар'єрі актриси став масштабний блокбастер відомого режисера Роланда Еммеріха «10 000 років до н.е.» (англ. 10 000 BC, 2008). У даний час Камілла Белль продовжує активно зніматися, на її рахунку вже понад тридцять кіноробіт.

## Фільмографія
Фільми
- The Mad Whale (2017)
- Sundown (2016)
- The American Side (2016)
- Diablo (2015)
- Bald (2014)
- Amapola (2014)
- Cavemen (2013)
- Zero Hour (2013)
- Відкрита дорога (англ. Open Road, 2012)
- Bangkok Love Story (2012)
- Lovelocked (2012)
- Bumped (2011)
- Гра в атаці (англ. Breakaway, 2011)
- Prada і почуття (англ. From Prada to Nada, 2011)
- Брудні танці — 3: Ночі капоейри (англ. Dirty Dancing 3: Capoeira Nights, 2010)
- Геніальний тато (англ. Father of Invention, 2010)
- Кинута напризволяще (порт. À Deriva, 2009)
- П'ятий вимір (англ. Push, 2009)
- 10 000 років до нашої ери (англ. 10,000 BC, 2008)
- Капкан (англ. The Trap, 2007)
- Коли дзвонить незнайомець (англ. When a Stranger Calls, 2006)
- Душа тиші (англ. The Quiet, 2005)
- Чамскраббер (англ. The Chumscrubber, 2005)
- Балади про Джека і Роуз (англ. The Ballad of Jack and Rose, 2005)
- Невідомий цирк (англ. The Invisible Circus, 2001)
- Secret of the Andes (1999)
- Практична магія (англ. Practical Magic, 1998)
- Патріот (англ. The Patriot, 1998)
- Парк Юрського періоду 2: Загублений світ (англ. The Lost World: Jurassic Park, (1997))
- Отруйний плющ 2: Лілі (англ. Poison Ivy II: Lily, 1996))
- Маленька принцеса (англ. A Little Princess, 1995)

Телесеріали
- Повернення в таємничий сад (англ. Back to the Secret Garden, 2001)
- Володарка хвиль (англ. Rip Girls, 2000))
- Дика сімейка Торнберрі (англ. The Wild Thornberrys, 1998—2001)
- Ким замінити тата (англ. Replacing Dad, 1999)
- Вокер, техаський рейнджер (англ. Walker, Texas Ranger, 1993—2001)
- Закон шерифа (англ. Marshal Law, 1996)
- Енні: Королівська пригода (англ. Annie: A Royal Adventure!, 1995)
- Deconstructing Sarah (1994)
- Шукачі пригоди: у пастці в центрі Землі (Trouble Shooters: Trapped Beneath the Earth, 1993)
- Порожня колиска (англ. Empty Cradle, 1993)